# Clóvis IV
Clóvis IV (às vezes Clóvis III. O outro Clóvis III é considerado um usurpador) (ca. 677 — 695), filho de Teodorico III, foi rei único dos francos de 691 até sua morte. Embora Clóvis IV seja chamado "rei de todos os francos", ele na realidade foi um dos rois fainéants - reis fantoches - de Pepino II, prefeito do palácio da Austrásia. Ele assumiu o trono aos nove anos de idade e morreu aos treze.

## Pais
♂ Teodorico III (652 — 691)
♀ Clotilde de Herstal (c. 650 — 03-06-699)

## Casamentos e filhos
- com Tanaquille (c. 680 — c. 696). Sem filhos